# 浅川町 (東京都)
浅川町（あさかわまち）は東京都の南西部、南多摩郡に属していた町。

## 地理
- 山岳 : 高尾山
- 河川 : 南浅川、小仏川、案内川

## 歴史
- 1889年（明治22年）4月1日 - 町村制施行により、神奈川県南多摩郡浅川村が成立する。村域は上長房村・上椚田村。
- 1893年（明治26年）4月1日 - 南多摩郡が北多摩郡、西多摩郡とともに東京府へ編入する。
- 1901年（明治34年）8月1日 - 国有鉄道浅川駅（現・高尾駅）開業。
- 1927年（昭和2年）11月3日 - 町制施行し浅川町となる。
- 1943年（昭和18年）7月1日 - 東京都制施行。
- 1959年（昭和34年）4月1日 - 八王子市へ編入する。

## 交通

### 道路
- 甲州街道 - 現在の国道20号
- 小仏関所 - 浅川村成立以前の上長房村字駒木野[1]

### 鉄道
- 浅川駅 - 現在の高尾駅。中央本線の駅として開業し、浅川町が八王子市に合併されると現駅名に改称された。

## 著名出身者
- 関東綱五郎 - 侠客（浅川村成立以前の上椚田村字落合）